# 12994 Pitufo
12994 Pitufo è un asteroide della fascia principale. Scoperto nel 1981, presenta un'orbita caratterizzata da un semiasse maggiore pari a 2,943910 au e da un'eccentricità di 0,027802, inclinata di 2,219105° rispetto all'eclittica.